# Liste des cathédrales de la Vénétie
Cet article recense les cathédrales de la Vénétie en Italie.

## Généralités
La quasi-totalité des cathédrales érigées dans la Vénétie sont des édifices de l'Église catholique. Administrativement, la région est sous la juridiction de la région ecclésiastique du Triveneto, qui couvre également les régions voisines du Frioul-Vénétie Julienne et du Trentin-Haut-Adige. À l'intérieur de cette région ecclésiastique, la Vénétie est concernée par un patriarcat et neuf diocèses : Adria-Rovigo, Belluno-Feltre, Chioggia, Concordia-Pordenone, Padoue, Trévise, Venise, Vérone, Vicence et Vittorio Veneto.
Au total, la région compte dix cathédrales et trois cocathédrales catholiques, ainsi qu'une cathédrale de l'Église orthodoxe de Grèce. On y dénombre également plusieurs anciennes cathédrales : édifices qui ont par le passé accueilli le siège d'un évéché avant de le perdre.

## Liste

### Cathédrales
| Édifice                    | Commune              | Province | Diocèse             | Notes | Coordonnées                  | Illus. |
| -------------------------- | -------------------- | -------- | ------------------- | --- | ---------------------------- | ------ |
| San Martino                | Belluno              | Belluno  | Belluno-Feltre      | Basilique mineure                                                                                           | 46° 08′ 15″ N, 12° 13′ 03″ E |        |
| Santa Maria Assunta        | Padoue               | Padoue   | Padoue              | Basilique mineure, patrimoine mondial (incluse dans le bien « Cycles de fresques du XIVe siècle à Padoue ») | 45° 13′ 58″ N, 11° 28′ 03″ E |        |
| Santi Pietro e Paolo       | Adria                | Rovigo   | Adria-Rovigo        | | 45° 03′ 24″ N, 12° 03′ 21″ E |        |
| San Pietro Apostolo        | Trévise              | Trévise  | Trévise             | | 45° 39′ 59″ N, 12° 14′ 34″ E |        |
| Santa Maria Assunta        | Vittorio Veneto      | Trévise  | Vittorio Veneto     | | 45° 58′ 37″ N, 12° 17′ 37″ E |        |
| Santa Maria Assunta        | Chioggia             | Venise   | Chioggia            | | 45° 13′ 02″ N, 12° 16′ 38″ E |        |
| Santo Stefano Protomartire | Concordia Sagittaria | Venise   | Concordia-Pordenone | | 45° 45′ 21″ N, 12° 50′ 43″ E |        |
| San Marco                  | Venise               | Venise   | Venise              | Basilique mineure et patriacale, patrimoine mondial (incluse dans le bien « Venise et sa lagune »)          | 45° 26′ 04″ N, 12° 20′ 23″ E |        |
| Santa Maria Matricolare    | Vérone               | Vérone   | Vérone              | Patrimoine mondial (incluse dans le bien « Ville de Vérone »)                                               | 45° 26′ 50″ N, 10° 59′ 49″ E |        |
| Santa Maria Annunziata     | Vicence              | Vicence  | Vicence             | Patrimoine mondial (incluse dans le bien « Ville de Vicence et les villas de Palladio en Vénétie »)         | 45° 32′ 46″ N, 11° 32′ 37″ E |        |

### Cocathédrales
| Édifice                      | Commune | Province | Diocèse        | Notes                                                                                | Coordonnées                  | Illus. |
| ---------------------------- | ------- | -------- | -------------- | ------------------------------------------------------------------------------------ | ---------------------------- | ------ |
| San Pietro Apostolo          | Feltre  | Belluno  | Belluno-Feltre |                                                                                      | 46° 01′ 00″ N, 11° 54′ 33″ E |        |
| Santo Stefano Papa e Martiri | Rovigo  | Rovigo   | Adria-Rovigo   |                                                                                      | 45° 04′ 12″ N, 11° 47′ 20″ E |        |
| San Pietro di Castello       | Venise  | Venise   | Venise         | Basilique mineure, patrimoine mondial (incluse dans le bien « Venise et sa lagune ») | 45° 26′ 05″ N, 12° 21′ 35″ E |        |

### Anciennes cathédrales
| Édifice                           | Commune        | Province | Notes | Coordonnées                  | Illus. |
| --------------------------------- | -------------- | -------- | --- | ---------------------------- | ------ |
| Santa Maria della Vangadizza (it) | Badia Polesine | Rovigo   | Ancienne abbaye territoriale, supprimée en 1792 | 45° 05′ 47″ N, 11° 29′ 27″ E |        |
| Santo Stefano (it)                | Caorle         | Venise   | Cathédrale de l'ancien diocèse de Caorle (it) jusqu'en 1807. | 45° 35′ 57″ N, 12° 53′ 23″ E |        |
| San Pietro di Castello            | Venise         | Venise   | Basilique mineure, patrimoine mondial (incluse dans le bien « Venise et sa lagune ») ; autrefois cathédrale du diocèse de Castello, l'église a été la cathédrale du patriarcat de Venise jusqu'en 1807.              | 45° 26′ 05″ N, 12° 21′ 35″ E |        |
| Santa Maria Assunta               | Venise         | Venise   | Basilique mineure, patrimoine mondial (incluse dans le bien « Venise et sa lagune ») ; située sur l'île de Torcello, il s'agit de l'un des édifices religieux les plus anciens de la Vénétie, datant du VIIe siècle. | 45° 29′ 54″ N, 12° 25′ 09″ E |        |

### Autres confessions
| Édifice               | Commune | Province | Notes                                                                           | Coordonnées                  | Illus. |
| --------------------- | ------- | -------- | ------------------------------------------------------------------------------- | ---------------------------- | ------ |
| San Giorgio dei Greci | Venise  | Venise   | Église orthodoxe de Grèce : cathédrale de l'archevêché orthodoxe grec d'Italie. | 45° 26′ 07″ N, 12° 20′ 41″ E |        |